# Pijavški potok
Pijavški potok je potok, ki se v bližini naselja Blanca kot desni pritok izliva v reko Savo. 